# Fülekkelecsény
Fülekkelecsény (szlovákul: Fiľakovské Kľačany) Fülekkovácsi településrésze, korábban önálló falu Szlovákiában, a Besztercebányai kerületben, a Losonci járásban.

## Fekvése
Fülekkovácsitól 1,7 km-re nyugatra, Fülektől 6 km-re északnyugatra, az Ipoly bal partján fekszik.

## Története
1482-ben "Kerechen" néven említik először. Története folyamán a Kanizsai, Verbőczy és Balassa családok birtoka. 1828-ban 21 házában 157 lakos élt, akik főként mezőgazdasággal foglalkoztak.
Vályi András szerint "Tóth, és Fülek Kelecsény. Két falu Nográd Várm. földes Uraik több Uraságok, fekszenek Tót Kelecsény, Alsó Esztergályhoz; Fülek Kelecsény pedig Galsához közel, mellynek filiáji, vidékjeik soványosak."
Fényes Elek geográfiai szótárában "Fülek-Kelecsény, magyar f. Nógrád m., 220 kath., 16 evang. lak. F. u. Ajtics Horváti, Csillom, s m. t. Ut. p. Losoncz."
1910-ben 135, túlnyomórészt magyar lakosa volt. A trianoni békeszerződésig területe Nógrád vármegye Füleki járásához tartozott. 1927-óta viseli mai szlovák nevét. 1941-ben csatolták Fülekkovácsihoz.

## Nevezetességei
A településnek nemzetközi hírű autókrossz pályája van.

## Külső hivatkozások
- E-obce.sk
- Fülekkelecsény Szlovákia térképén[halott link]